# Тепловий витратомір
Теплови́й витратомі́р — витратомір, у якому для вимірювання швидкості потоку рідини або газу використовується ефект переносу тепла від нагрітого тіла рухомим середовищем.
Розрізняють калориметричні і термоанемометричні витратоміри. 

## Калориметричні витратоміри

Принцип роботи теплового калориметричного витратоміра

Калориметричні витратоміри ґрунтуються на нагріванні чи охолодженні потоку стороннім джерелом енергії, що створює в потоці різницю температур за якою визначають витрату. 
Якщо знехтувати втратами тепла з потоку через стінки трубопроводу в навколишнє середовище, то рівняння теплового балансу між витратами тепла нагрівачем, і теплом, переданим потоку, набуває вигляду:
{\displaystyle q_{t}=k_{0}Q_{M}c_{p}\Delta T,}
де {\displaystyle k_{0}} — поправочний множник на нерівномірність розподілу температур по перетину трубопроводу; 
{\displaystyle Q_{M}} — масова витрата у потоці;
{\displaystyle c_{p}} — питома теплоємність (для газу при постійному тиску);
{\displaystyle \Delta T=T_{2}-T_{1}} — різниця температур між давачами ({\displaystyle T_{1}} і {\displaystyle T_{2}} — температури потоку до й після нагрівача).
Тепло до потоку в калориметричних витратомірах підводять зазвичай електронагрівниками, для яких
{\displaystyle q_{t}=0,24I^{2}R,}
де I — сила струму через нагрівний елемент; 
R — електричний опір нагрівача.
На основі цих рівнянь статична характеристика перетворення, котра пов'язує перепад температур на сенсорах із масовою витратою набуде вигляду:
{\displaystyle Q_{M}={\frac {0,24IR}{k_{0}c_{p}\Delta T}}.}

## Термоанемометричні витратоміри

Конструкція термоанемометричного витратоміра: 1 — давач температури нагрівного елемента; 2 — нагрівний елемент; 3 — давач температури потоку.

Принцип роботи термометричного анемометра пов'язаний з використанням конвективного винесення тепла рухомим середовищем від нагрітої поверхні. Чутливим елементом такого анемометра є нагрітий дріт або поверхня, зазвичай з платини або вольфраму. Підігрів елемента зазвичай здійснюється постійним струмом, що проходить через неї з підтриманням постійної температури елемента. Іноді можна зустріти конструкції з непрямим підігрівом вимірювального дроту. Для визначення швидкості потоку в приладі вимірюється конвективне винесення тепла від дроту, яке є функцією від швидкості руху середовища, що омиває елемент.
Зазвичай дріт промислових термоанемометров для газових вимірювань має 4-10 мкм в діаметрі і довжину 1 мм. Іншою конструкцією є поверхневий чутливий елемент з підкладкою з жаростійкого скла з напиленим покриттям або фольгою з платини.
Рівняння теплового балансу на нагрівачі можна записати у вигляді:
{\displaystyle I^{2}R_{W}=hA_{W}\Delta T,}
де:{\displaystyle I} — електричний струм, що проходить через нагрівний елемент;
{\displaystyle R_{W}} — електричний опір нагрівного елемента;
{\displaystyle h} — коефіцієнт теплообміну нагрівного елемента;
{\displaystyle A_{W}} — площа поверхні нагрівача, що омивається рухомим середовищем;
{\displaystyle \Delta T=T_{1}-T_{2}} — різниця температур нагрівача і середовища.
Так як опір {\displaystyle R_{W}} нагрівача залежить від температури
{\displaystyle R_{W}=R_{c}[1+\alpha (T_{1}-T_{1}^{c})],}
де: {\displaystyle \alpha } — температурний коефіцієнт опору;
{\displaystyle R_{c}} — величина електричного опору при температурі калібрування;
{\displaystyle T_{1}^{c}} — температура калібрування.
Коефіцієнт теплообміну h є функцією швидкості потоку V і може бути описаний емпіричною залежністю:
{\displaystyle V=a+bV^{c},}
де: a, b, c — сталі, що визначаються при калібруванні давача (c = 0,5). На основі записаних рівнянь можна визначити швидкість потоку, а значить і витрату :
{\displaystyle V=\left(\left[{\frac {I^{2}R_{c}[1+\alpha (T_{1}-T_{1}^{c})]}{A_{W}\Delta T}}-a\right]/b\right)^{\frac {1}{c}}}
До переваг термоанемометричного методу вимірювання відносяться висока чутливість, хороша швидкодія, простота конструкції. До недоліків — можливість достовірної роботи лише в чистих потоках з незмінними теплофізичними характеристиками та необхідність очищення елемента від забруднень.